# 6775 Giorgini
6775 Giorgini (1989 GJ) là một tiểu hành tinh vành đai chính được phát hiện ngày 5 tháng 4 năm 1989 bởi E. F. Helin ở Palomar.